# ウタワラ
『ウタワラ』は、日本テレビで2005年10月16日から2007年1月28日まで毎週日曜日の19:58 - 20:54（JST）に放送されていた音楽バラエティ番組である。なお、2005年10月16日から2006年3月12日までの間の番組タイトルは『歌笑HOTヒット10』（うたわらホットヒットテン）だった（タイトルは2006年4月16日放送分から変更された）。
2005年4月13日から9月28日までに毎週水曜日の20時台（19:58 - 20:54）に放送されていた『ミンナのテレビ』（通称：「ミンテレ」。以下、『ミンテレ』）を、曜日を変えて新装開店させる形でスタートした。なお、フジテレビ系列とのクロスネットの都合で『ミンテレ』を放送していなかったテレビ宮崎は、『歌笑HOTヒット10（ウタワラ）』になってから同時ネットで放送していた。

## 概要
最新ヒットチャートを歌と笑いで送るのをコンセプトとして、基本的には『ミンテレ』で2005年8月にスタートしたコーナー『ミンテレHOT HIT10』を中心に引き継いで放送開始。レギュラー出演者もほぼ共通している。『ミンテレ』の2005年6月下旬以後の放送と同じように原則的には事前収録であった（『ミンテレ』は開始当初、生放送だった）。
2006年4月に『ウタワラ』に改称されてからは、1組のアーティストを取り上げ、ほかに「親子DEダンス選手権!」「ウタワラ J-POPアルバムを作ろう!」「友近艶子日本全国歌い旅」を中心とした内容となっていた（下記参照）。しかし時には音楽番組であるにもかかわらずアーティストが1組も出てこない週があった。
『ミンテレ』時代はジャニーズ事務所からのゲスト出演が無かったが、当番組にはタッキー&翼やNEWS（当時）の山下智久（修二と彰として）がゲスト出演した。そして、嵐も2006年7月30日放送のスペシャルでゲスト出演した。

## 主なコーナー
目指せラスベガス! 親子DEダンス選手権!
親子2人を1組とした数組が、ラスベガス行き（どれか1組のみ）のチケットを賭け、ダンスで競い合う。発表する前にはKAT-TUNのいずれかメンバーが出向き、練習風景が放送される。元は倖田がゲスト出演した「ちびっ子エロかわダンス選手権」だったが、企画変更された（上記参照）。
大木プロデューサー厳選 ウタワラ J-POPアルバムを作ろう!
ビビる大木扮する「大木プロデューサー」がアーティストに、自身のヒット曲の再レコーディングを依頼し、J-POPアルバム（後に視聴者プレゼント）を作るという企画だったが、目標の10曲達成を待たずに番組自体が終了してしまった。
- 第1回：山根康広 「Get Along Together」
- 第2回：Le Couple 「ひだまりの詩」
- 第3回：麻倉未稀 「ヒーロー -Holding Out For a Hero-」
- 第4回：中西保志（なかにし やすし） 「最後の雨」

友近艶子日本全国歌い旅
友近扮する友近艶子が、日本のどこかで1曲歌う。ごくまれに、日本ではない場合もある。
最新シングルランキング
オリコン・プラネットなどのCD売上げ、USEN、番組リクエスト、着うた、カラオケ、ラジオリクエスト、レンタルなどのジャンルから算出された最新シングルランキングを発表し、その中から3〜4曲をゲスト（主にお笑い芸人）もしくは本人が熱唱する。
タイトルは最新と付いているが、放送は1週間前に収録されるのでランキングは1週間前のものとなっており、放送時のランキングボードと、紹介している楽曲が大幅に異なること（ランキングの日付や、TOP10の楽曲が紹介されていない曲が表示している）が多々あった。
2006年6月11日放送分から廃止。一組のアーティストを取り上げる形式になる。
まちゃまちゃのアタイは何でも知っている!
ゲストの素顔をアンジャッシュ、エレキコミック、陣内智則、によるコントで再現し暴くもの。事実上は前身番組『ミンテレ』の「アーティスト実話再現コント」を引き継いだものである。5月から長井秀和もコントに参加。
- 第1回：村主章枝
- 第2回：愛内里菜、陣内孝則
- 第3回：藤木直人、倖田來未

KAT-TUNの60min（ミニッツ）
- 60分以内にKAT-TUNとプロが対戦をして1点でも取れることが出来るかチャレンジするコーナー（失敗する度に、全員で青汁200ccを飲む罰ゲーム付き）。
- 第1回：（2006年5月21日） - バレーボール（対戦：大林素子・永富有紀）結果：12回目で成功（最後まで出来なかったらコスプレの格好で、電車に乗って帰宅の罰ゲーム付き）。
- 第2回：サッカー
- 第3回：（2006年8月13日） - 野球

昭和美人スタジアム "だって教えてくれなきゃ分かんないモン!"
2006年5月14日 -
- 司会:亀梨和也、蛍原徹（雨上がり決死隊）
- 出演:KAT-TUN、ゲスト4名（昭和生まれの女性タレント・うち2名が問題出題者）
- お客さん:年上のオバ様たち
  - ゲストの昭和時代の自分の自慢と昭和（秘）エピソードクイズをKAT-TUNメンバーに出題し、正解すると景品がもらえる。

ウタワラ 女ののど自慢
2006年6月11日 -
ゲストが過去に起こった波瀾万丈な出来事を告白し、その思いを歌で伝えるという。審査員の評価によって旅行券などがもらえる。

### 『歌笑HOTヒット10』時代
VIVAアイドル
売れ残りアイドルのさやか（青木さやか）とトシちゃんをひどく意識した自称美男子アイドルのヒデ（長井秀和）が80年代のアイドルとトークする。また、本人による代表曲の熱唱もある。今までに柏原芳恵、松本伊代、岩崎良美、わらべ、石川ひとみ、渡辺美奈代、早見優、イモ欽トリオ、風見しんごなどが出演。
2005年11月20日の放送では、サーヤとヒデが「最新シングルランキング」コーナーに出演し、玉置成実の「Get Wild」を歌った。
なりきりアーティスト（アーティスト再現コント）
アンジャッシュ・エレキコミックによるコント。ミンナのテレビを参照。
KAT-TUN Loves
毎回、KAT-TUNが大物アーティストとのコラボレーションを披露する。
今までに和田アキ子、山下智久（特別編）（亀梨のみ『野ブタ。をプロデュース』の修二と彰として共演）、石井竜也、杏里、大友康平（HOUND DOG）、山口百恵（特別編）、高橋英樹、タッキー&翼、大黒摩季と共演。
このコーナーは後に、KAT-TUN CDデビュー（2006年3月22日）への道のコーナー（4週連続特別企画）となり、オリジナルの曲によるスペシャルライブなどをした。
まちゃまちゃが再び番組で歌うためのチャレンジ
2005年10月から約3ヶ月間広瀬香美の音楽スクールにてボーカルトレーニングを行い、1月15日放送でAIの「story」を歌い、観客の評価が75点を超えると再び番組で歌うことができるが、73点で不合格になるも和田アキ子ら出演者の評価がよかったため、観客から2点が追加され75点となりギリギリで合格となった。その後、2006年2月26日放送で広瀬香美のコンサートに出演してAIの「Story」を歌った。

## 出演者

### 司会
- 松本潤
- 和田アキ子
- オセロ
  - 中島知子
  - 松嶋尚美
- 松浦亜弥

（2006年2月12日放送分からKAT-TUNメンバーがランキングごとに1人ずつMCを担当した。なお、嵐は最終回にゲストとして出演）

### レギュラー
全期間出演していたレギュラー
- KAT-TUN
  - 亀梨和也
  - 赤西仁（当時）
  - 田口淳之介（当時）
  - 田中聖（当時）
  - 上田竜也
  - 中丸雄一
- アンジャッシュ
  - 児嶋一哉
  - 渡部建
- 友近艶子（和田アキ子もひれ伏す、芸歴42年の大物演歌歌手という設定）
- まちゃまちゃ

歌笑HOTヒット10時代のレギュラー
- 青木さやか
- 陣内智則
- ペナルティ（裏に『笑いの金メダル』枠移動のため降板）
  - ヒデ
  - ワッキー
- THE歌笑バンド（最終回でのみ復活した）
  - ギター：児嶋一哉（野村義男の指導つき）
  - ベース：はなわ
  - ドラム：池乃めだか・真矢（元LUNA SEAメンバー）
  - ピアノ：ふかわりょう（2月26日、3月12日登場）
  - ゲストボーカル
    1. サンプラザ中野くん（元爆風スランプ）
    2. 脇知弘
    3. 寺田恵子（元SHOW-YA）
    4. 千秋
    5. 梨花
    6. インリン・オブ・ジョイトイ
    7. 小川直也
    8. 山田優
    9. 華原朋美
    10. 高橋ジョージ・三船美佳
    11. 梨花
    12. 清水ミチコ
    13. 森三中（大島美幸・村上知子・黒沢かずこ）
    14. 長井秀和・青木さやか・山田優
    15. RAG FAIR with ふかわりょう

### ゲストコメンテーター
1. 今田耕司
2. 磯野貴理子
3. 久本雅美
4. 中山秀征
5. 東野幸治
6. 渡辺徹
7. 片岡鶴太郎
8. 辺見えみり
9. 佐藤江梨子
10. 夏川純

## 問題となった放送回
2006年7月30日放送（この回が最高視聴率である13.6%）の「夏休み2時間スペシャル」（この時は19:58 - 21:48に放送した）では、当時「エロかっこいい」歌手として知られるようになっていた倖田來未をゲストに、小学生以下の女子がセクシーな踊りを競い合う「チビっ子エロかわダンス選手権」というコーナーに地方予選を勝ち抜いた2〜12歳の計9組が参加した。参加者のへそを露出した衣装や激しく腰を揺らす振り付けを放送したところ、放送終了後の9月26日に行われた放送倫理・番組向上機構の青少年委員会で問題として取り上げられ、批判が続出。この審議内容に基づき、日本テレビに文書で報告した。番組名の名指しこそなかったが、加盟するNHKと民放各局に対し「児童の人権と福祉の観点からも憂慮すべき傾向であり、このまま看過することはできない」と、番組制作への配慮を要望した。この要望について、当時日本テレビの久保伸太郎社長は10月30日の定例会見で「一般論として真摯に受けとめております。局長会議ではコンプライアンスの問題について注意を喚起しているつもりであります」と発言した。

## 番組の終了とその後
2007年1月28日という番組改編期でない時期に『ウタワラ』シリーズは打ち切りとなり、日本テレビのゴールデンタイムにおけるレギュラー放送の音楽番組はそれから1年余り後の2008年4月22日開始の『THE M』まで存在しなかった。なお、『THE M』開始時に各メディアでは『ウタワラ』シリーズ、『ミンテレ』、『速報!歌の大辞テン』等を無視するかのように「『歌のトップテン』終了以来18年ぶりのゴールデンタイムの音楽番組」と宣伝された。

## スタッフ
- ナレーター：木村匡也、秀島史香、杉本るみ
- 構成：福原フトシ、川崎良、町山広美、根本ノンジ、加藤裕己、カニリカ、三田卓人、のじしんいち、八坂英敏
- スーパーバイザー：菅原正豊
- 音楽アドバイザー：武部聡志
- アレンジ：清水敏也、小田敏文
- TM（テクニカルマネージャー）：古川誠一
- SW（スイッチャー）：安藤康一
- CAM（カメラマン）：水梨潤
- 音声：村上正
- PA：タムコ
- LP（ライティングプロデューサー）：谷田部恵美
- VE（ビデオエンジニア）：田口徹
- VTR：鈴木昭博
- 音効：佐藤裕二
- TK（タイムキーパー）：春日千佳子
- 美術プロデューサー：林健一
- 美術デザイン：道勧英樹、近藤純子
- VTR編集・MA：ギヴアンドテイク
- 広報：立柗典子
- 制作進行：内藤梨恵子、高光由奈
- デスク：小原麻実
- AP（アシスタントプロデューサー）：森下典子、影山幸子
- ディレクター：江成真二、徳永清孝、鈴木守、杉岡士朗、吉田一浩、小笠原豪、徳竹陽介、磯部修、藤原耕治、井上圭、廣田健介、永井大輔
- 演出：瓜生健/高谷和男
- プロデューサー：藤井淳/長谷川賢一、日向野明、増田俊二郎、浪岡厚生、本橋武夫、安藤優子
- チーフプロデューサー：土屋泰則
- 技術協力：NTV映像センター
- 美術協力：日本テレビアート
- 協力：oricon、プラネット、タイトー
- 制作協力：ハウフルス、モスキート、E company、NCV、オフィス・ケーアール、創輝
- 製作著作：日本テレビ放送網

### 過去のスタッフ
- 構成：桜井慎一、福田雄一
- プロデューサー：津田誠
- 総合演出：三枝孝臣
- ディレクター：前田直敬、鈴木淳一、舟澤謙二、鈴木豊人、佐藤和彦
- 制作進行：川嶋典子
- SW（スイッチャー）：小林宏義
- CAM（カメラマン）：蔦佳樹
- TK（タイムキーパー）：塚越倫子
- VE（ビデオエンジニア）：三山隆浩
- LD（ライティングディレクター）：阿部権治